# Élections législatives de 1986 dans l'Aisne
Les élections législatives françaises de 1986 ont lieu le 16 mars 1986. Dans le département de l'Aisne, cinq députés sont à élire dans le cadre d'un scrutin proportionnel par liste départementale à un seul tour.

## Élus
| Député élu            |  | Parti |
| --------------------- |  | ----- |
| André Rossi           |  | UDF   |
| Jean-Claude Lamant    |  | RPR   |
| Jean-Pierre Balligand |  | PS    |
| Bernard Lefranc       |  | PS    |
| Daniel Le Meur        |  | PCF   |

## Candidats
Neuf listes s'opposent durant cette élection : 
- la liste du Mouvement pour un parti des travailleurs  menée par Michel Aurigny, professeur ;
- la liste du Parti communiste français menée par Daniel Le Meur, député sortant ;
- la liste du Parti socialiste, menée par Jean-Pierre Balligand, député sortant et maire de Vervins ;
- la liste d'union de l'opposition libérale menée par Daniel Lipka , conseil en gestion ;
- la liste d'Union de l'opposition RPR-UDF menée par André Rossi, député européen et maire de Château-Thierry ;
- la liste du Front national  menée par Hubert Potel, agriculteur-éleveur.

### Mouvement pour un parti des travailleurs
| N° | Candidats | Candidats           | Parti | Principales fonctions |
| -- | --------- | ------------------- | ----- | --------------------- |
| 01 |           | Michel Aurigny      | MPPT  | Professeur            |
| 02 |           | Emile Caron         | MPPT  | Gardien de camping    |
| 03 |           | Robert Rasson       | MPPT  | Herbager              |
| 04 |           | Bernard Wille       | MPPT  | Instituteur           |
| 05 |           | Daniel Huriez       | MPPT  | Instituteur           |
| 06 |           | Françoise Cathelain | MPPT  | Professeur            |
| 07 |           | Marc Pouyet         | MPPT  | Instituteur           |

### Parti communiste français
| N° | Candidats | Candidats          | Parti | Principales fonctions                                                                                |
| -- | --------- | ------------------ | ----- | --- |
| 01 |           | Daniel Le Meur     | PCF   | Député sortant, conseiller régional de Picardie, ancien maire de Saint-Quentin, ancien métallurgiste |
| 02 |           | Michel Debacq      | PCF   | Maire-adjoint de Soissons, employé administratif                                                     |
| 03 |           | Guy Moreau         | PCF   | Maire-adjoint de Laon, professeur à la retraite                                                      |
| 04 |           | Pierre Lemret      | PCF   | Ancien conseiller général de Château-Thierry, ancien maire de Château-Thierry, ouvrier électricien   |
| 05 |           | Chantal Deneuville | PCF   | Maire-adjointe de Tergnier                                                                           |
| 06 |           | Marcel Bourgeois   | PCF   | Conseiller municipal d'Hirson, inspecteur central aux PTT                                            |
| 07 |           | Yvan Rojo          | PCF   | Conseiller général de Bohain, maire de Bohain                                                        |

### Parti socialiste - Mouvement des radicaux de gauche
| N° | Candidats | Candidats             | Parti | Principales fonctions                                                                                 |
| -- | --------- | --------------------- | ----- | --- |
| 01 |           | Jean-Pierre Balligand | PS    | Député sortant, conseiller régional de Picardie, conseiller général de Vervins, maire de Vervins      |
| 02 |           | Bernard Lefranc       | PS    | Député sortant, conseiller régional de Picardie, maire de Soissons, agent d'administration des Postes |
| 03 |           | Jacques Desallangre   | PS    | Maire de Tergnier, journaliste                                                                        |
| 04 |           | Madeleine Cazin       | PS    | Maire-adjointe de Laon, documentaliste                                                                |
| 05 |           | Maurice Vatin         | PS    | Conseiller municipal de Saint-Quentin, principal-adjoint de collège                                   |
| 06 |           | Pierre Day            | PS    | Conseiller général de Vic-sur-Aisne, maire de Montigny-Lengrain, professeur à la retraite             |
| 07 |           | François Braillon     | PS    | Maire-adjoint de Marcy-sous-Marle, agriculteur-éleveur                                                |

### Divers droite
| N° | Candidats | Candidats           | Parti | Principales fonctions      |
| -- | --------- | ------------------- | ----- | -------------------------- |
| 01 |           | Daniel Lipka        | DVD   | Conseil en gestion         |
| 02 |           | Véronique Venet     | DVD   | Commerçante non sédentaire |
| 03 |           | Jean-Jacques Poulet | DVD   | Agent général d'assurances |
| 04 |           | Dominique Pezerat   | DVD   | Gérant de société          |
| 05 |           | Henri Joly          | DVD   | Cardiologue                |
| 06 |           | Marie Gente         | DVD   | Assistante manager         |
| 07 |           | Gilbert Quinquis    | DVD   | Responsable d'association  |

Par une ordonnance du 5 mars 1986, le juge des référés du Tribunal de grande instance de Laon ordonne à M. Lipka de modifier la dénomination de sa liste, au motif que son intitulé de Liste d'union de l'opposition libérale est identique à celui de la liste régionale de M. Daunizeau. En conséquence, cette liste ne recueille aucun suffrage lors de l'élection. Saisi par M. Lipka d'une requête en annulation de l'élection, le Conseil constitutionnel rejette cette dernière dans sa décision du 3 juillet 1986, tout en reconnaissant que le juge judiciaire a outrepassé ses compétences,.

### UDF-RPR
| N° | Candidats | Candidats                 | Parti | Principales fonctions |
| -- | --------- | ------------------------- | ----- | --- |
| 01 |           | André Rossi               | UDF   | Ancien ministre, ancien député, député européen, vice-président du conseil général, maire de Château-Thierry, haut-fonctionnaire |
| 02 |           | Jean-Claude Lamant        | RPR   | Vice-président du conseil général, ancien maire de Laon, professeur                                                              |
| 03 |           | Lucien Brochard           | UDF   | Conseiller général de Ribemont, vétérinaire                                                                                      |
| 04 |           | Georges Lapeyrie          | RPR   | Maire d'Hirson, directeur technique                                                                                              |
| 05 |           | Michel Régnier            | UDF   | Conseiller municipal de Soissons, kinésithérapeute                                                                               |
| 06 |           | Jean-Claude Canonne       | RPR   | Attaché commercial aux PTT |
| 07 |           | Marie-Madeleine Delaunois | RPR   | Sage-femme |

### Front national
| N° | Candidats | Candidats                | Parti | Principales fonctions                                  |
| -- | --------- | ------------------------ | ----- | ------------------------------------------------------ |
| 01 |           | Hubert Potel             | FN    | Agriculteur-éleveur                                    |
| 02 |           | Jean-Pierre Lefranc      | FN    | Hôtelier-restaurateur                                  |
| 03 |           | Françoise Daudre-Vignier | FN    | Administratrice de société                             |
| 04 |           | René Goarin              | FN    | Conseiller municipal de Saint-Michel, expert-comptable |
| 05 |           | Daniel Caron             | FN    | Kinésithérapeute                                       |
| 06 |           | Jacques Naty             | FN    | Pharmacien                                             |
| 07 |           | Dominique Padieu         | FN    | Assureur                                               |

## Résultats

### Analyse

Résultats électoraux de la droite parlementaire au premier tour par canton.
Résultats électoraux de la gauche parlementaire au premier tour par canton.

La gauche reste majoritaire dans le département en voix et en sièges. Toutefois, conformément à la tendance nationale, elle régresse par rapport à 1981 et perd 25 000 suffrages. Ce déclin s'explique, en premier lieu, par l'effondrement du PCF qui perd neuf points en cinq ans et même treize points en huit ans, consacrant ainsi la domination du PS sur la gauche axonaise.
Cette régression de la gauche ne profite pas à la droite parlementaire, qui stagne depuis 1981, mais plutôt au Front national qui décuple son score. Remarquons toutefois que le FN axonais sous-performe par rapport au score national du parti, signe que l'implantation du parti dans le département reste fragile.
Plus généralement, l'opposition traditionnelle entre une Aisne du Nord fortement marquée à gauche et une Aisne du Sud plus à droite persiste lors de cette élection.

### Résultats à l'échelle du département
| Tête de liste Étiquette politique (partis et alliances) | Tête de liste Étiquette politique (partis et alliances)                  | Tour unique | Tour unique | Sièges |  |
| Tête de liste Étiquette politique (partis et alliances) | Tête de liste Étiquette politique (partis et alliances)                  | Voix        | %           | Sièges |  |
| ------------------------------------------------------- | ------------------------------------------------------------------------ | ----------- | ----------- | ------ |  |
|                                                         | André Rossi Union pour la démocratie française (RPR)                     | 108 246     | 39,13       | 2      |  |
|                                                         | Jean-Pierre Balligand Parti socialiste                                   | 95 236      | 34,42       | 2      |  |
|                                                         | Daniel Le Meur Parti communiste français                                 | 43 308      | 15,65       | 1      |  |
|                                                         | Hubert Potel Front national                                              | 25 404      | 9,18        | 0      |  |
|                                                         | Michel Aurigny Extrême gauche (Mouvement pour un parti des travailleurs) | 4 457       | 1,61        | 0      |  |
|                                                         | Daniel Lipka Divers droite                                               | 0           | 0           | 0      |  |
|                                                         |                                                                          |             |             |        |  |
| Inscrits                                                | Inscrits                                                                 | 364 737     | 100,00      | 5      |  |
| Abstentions                                             | Abstentions                                                              | 72 548      | 19,89       |        |  |
| Votants                                                 | Votants                                                                  | 292 189     | 80,11       |        |  |
| Blancs et nuls                                          | Blancs et nuls                                                           | 15 538      | 5,32        |        |  |
| Exprimés                                                | Exprimés                                                                 | 276 651     | 94,68       |        |  |